# Facundo Escanciano Tejerina
Blahoslavený Facundo Escanciano Tejerina, řeholním jménem Aurelio (Aurel) z Oceja (4. února 1881, Ocejo – 17. srpna 1936, Madrid), byl španělský římskokatolický řeholník Řádu menších bratří kapucínů a mučedník.

## Život
Narodil se 4. února 1881 v Oceju jako syn Andrése a Baltasary.
Vstoupil ke kapucínům a 31. prosince 1908 přijal hábit a jméno Aurelio. Dne 10. ledna 1910 složil své časné sliby a 9. ledna 1916 své sliby věčné. V kapucínském řádu působil jako laický bratr. Spolupracoval na správě a propagaci serafínského časopisu El Mensajero Seráfico. Stal se blízkým společníkem provinciála kapucínů.
Dne 21. července 1936 napadli klášter milicionáři. Odešel z kláštera a hledal ubytování. I když se oblékl civilně, nedokázal skrýt svou laskavost a jemnost. Nakonec padl do rukou milicionářů, přiznal se, že je řeholníkem, a poté byl 17. srpna 1936 zastřelen.

## Proces blahořečení
Proces jeho blahořečení byl zahájen roku 1954 v arcidiecézi Madrid spolu s dalšími jedenatřiceti spolubratry kapucíny.
Dne 27. března 2013 uznal papež František jejich mučednictví. Blahořečeni byli 13. října 2013 ve skupině 522 španělských mučedníků.